# Megatrioza malloticola
Megatrioza malloticola är en insektsart som först beskrevs av Crawford 1928.  Megatrioza malloticola ingår i släktet Megatrioza och familjen spetsbladloppor. Inga underarter finns listade i Catalogue of Life.